# Charles White Whittlesey
Charles White Whittlesey (Florence, Wisconsin, 1884. január 20. – Atlanti-óceán, feltehetően 1921. november 26.) amerikai katonatiszt, az „Elveszett zászlóalj” parancsnoka volt, aki az első világháborúban tanúsított bátorságáért és helytállásáért megkapta a Medal of Honort.

## Életútja
Charles White Whittlesey az Amerikai Egyesült Államok Wisconsin államának Florence településén született Frank R. Whittlesey és Annie Whittlesey legidősebb gyermekeként. A házaspárnak később még három gyermeke - Russell (1887), Elisha (1892) és Melzar (1893) - jött világra. A család a gyarmati időkből, Connecticut államból származott. 1776 és 1900 között a Whittleseyk általában a Yale Egyetemre jártak, a család egy szenátort, négy kongresszusi képviselőt, tucatnyi szövetségi képviselőt, sok jogászt, kereskedőt és katonatisztet „adott a nemzetnek”.
Charles White Whittlesey Pittsfieldben járt középiskolába, majd felsőoktatási tanulmányait a Williams College-ben végezte. Itt tagja volt a Delta Psi testvériségnek, valamint szerkesztette a Gulielmensiant, az egyetem évkönyvét, illetve az intézmény újságját. Évfolyamtársai, akik Grófnak becézték, az 1905-ben végzett évfolyam harmadik legragyogóbb hallgatójának választották. Ezután – a családi hagyományoktól eltérően – a Harvard Egyetemen hallgatott jogot. 1908-ban diplomázott.
Tanulmányai befejezése után a New York-i Murray, Prentice & Howland ügyvédi irodánál dolgozott 1911-ig, majd egykori évfolyamtársával, John Bayard Pruynnal nyitott irodát New Yorkban.
Whittleseyt nyájas, halk szavú emberként jellemezték ismerősei. A jogász 180 centiméternél magasabb és elég vékony volt, a testalkatából eredő mozgása miatt kapta később a katonai kiképzés alatt a Vágtázó Charlie becenevet. Egyetemi évei alatt kerülte a sportot, helyette inkább kirándult, a természetet és az irodalmat tanulmányozta. Politikai beállítottságát tekintve baloldali és pacifista volt.

## A háború
Charles White Whittlesey 1917. augusztus 8-án vonult be katonai szolgálatra a Long Island-i Yaphankban felállított Camp Uptonba, ahol három hónapos kiképzést kapott Európába vezénylése előtt. Európában a 77. hadosztály 308-as zászlóaljában szolgált először százados, majd őrnagy rendfokozatban. Csapata először a brit front mögött, majd a Luneville védelmi zónában tevékenykedett. Egysége 1918. augusztus elején, a Meuse-Argonne offenzíva során bocsátkozott először igazi harcba.

### Az argonne-i erdő

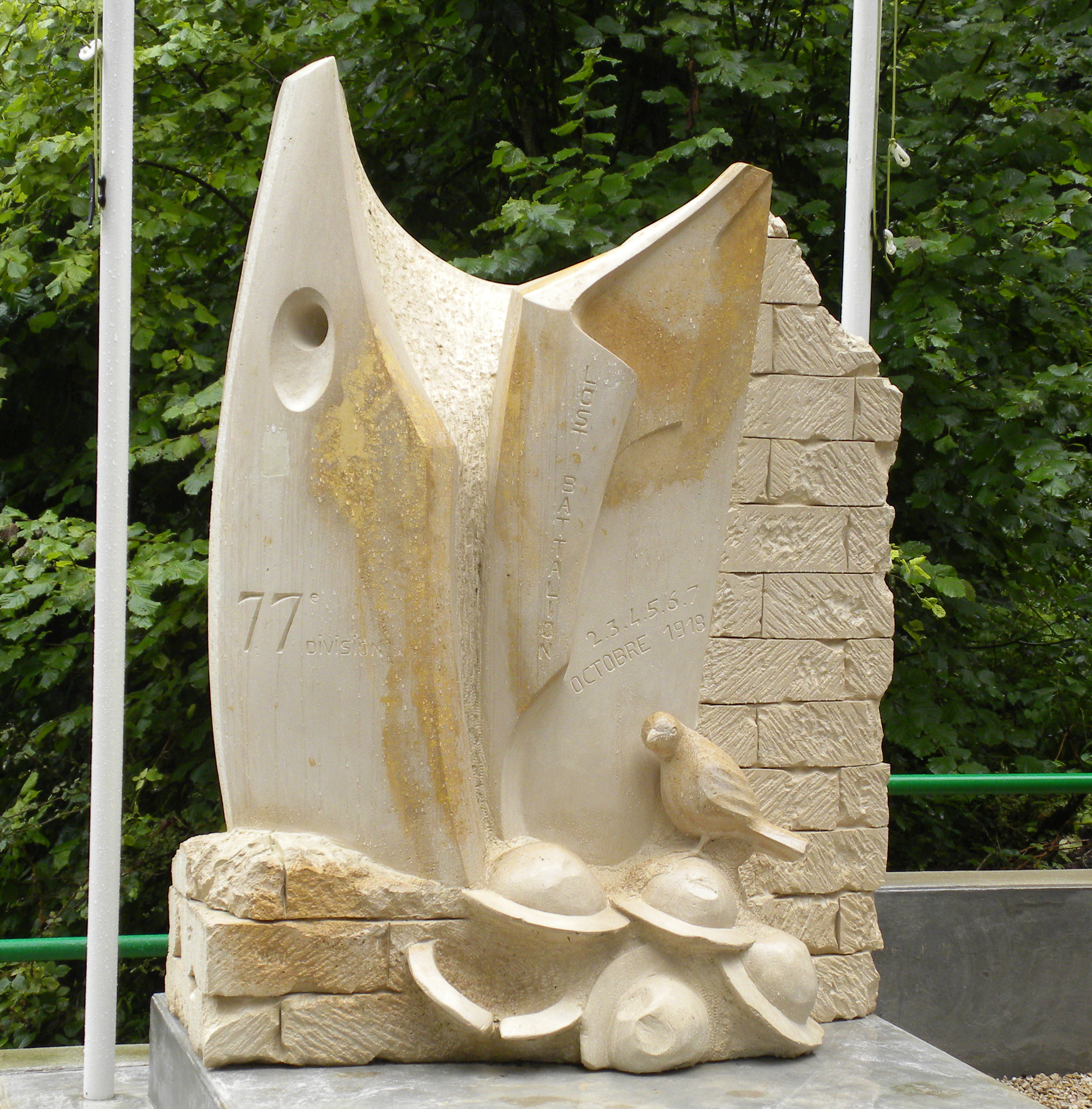
Az Elveszett zászlóalj emlékműve az argonne-i erdőben

Whittlesey 1918. október 2-án vezette rohamra gyalogos egységét az argonne-i erdőben a német vonal ellen, amely az utolsó nagyobb akadály volt a háborús győzelem előtt. A Whittlesey által irányított 308-as zászlóalj, amely később az Elveszett zászlóalj néven vált híressé, New York-i katonákból állt. A soknemzetiségű egységben számos elsőgenerációs bevándorló volt. Az egységben összesen 42 nyelvet és dialektust beszéltek.
A zászlóalj az erdőben csapdába esett, összeköttetése a főhadiszállással megszakadt. Whittlesey tartotta magát az eredeti parancshoz, és úgy döntött, hogy a végsőkig kitart azon a helyen - a Charleveaux-patak és a régi római út között -, ahol a németek körbezárták.
A németek 554 amerikai katonát vettek körbe, és folyamatosan támadták őket géppuskával és tüzérséggel. A zászlóalj postagalambok révén tartotta a kapcsolatot a főhadiszállással. Szerencsétlenségükre az egyik galamb rossz koordinátákkal érkezett a központba, ezért az amerikai tüzérségi tűz is a körbezárt zászlóaljra zúdult. A baráti tüzet a zászlóalj utolsó galambja, Cher Ami üzenete állította le október 4-én. Az élelmiszerből, kötszerből és lőszerből szinte teljesen kifogyó katonák légi úton kaptak kevés utánpótlást október 6-án.
A németek egy hadifogollyal levelet küldtek Whittleseynek, amelyben megadásra szólították fel, de az őrnagy ezt visszautasította. Október 7-én megérkeztek e felmentő csapatok. Az eredeti 554 katonából 107 meghalt, 63 eltűnt, 190 megsebesült. Mindössze 194-en voltak képesek saját lábukon lejönni a vízmosásból.

### Híressé vált szavak
A zászlóalj felmentése után egy háborús tudósító megkérdezte Robert Alexander tábornokot, hogy mit mondott Whittlesey a megadásra felszólító német üzenetre, a 77. hadosztály parancsnoka így válaszolt: „Milyen választ küldhetett volna nekik? Azt mondta, hogy menjenek a pokolba!”
A válasz és az Elveszett zászlóalj története híressé tette Charles White Whittleseyt. A valóságban az őrnagy hangosan felolvasta a levelet alárendeltjeinek, elmosolyodott, majd az írást zsebre tette. Aztán a levelet hozó hadifogolyhoz, Lowell R. Hollingsheadhez fordult, és annyit mondott neki, hogy foglalja el a szolgálati helyét. A németeknek nem válaszolt, de leszedette azokat a fehér textíliákat, amelyekkel a repülőknek akartak jelezni, nehogy a németek megadásként értelmezzék azokat.

### Becsület-érdemérem
Charles White Whittleseyt bátorságáért és kitartásáért alezredessé léptették elő. Október 29-én felmentették a szolgálat alól, és visszatért az Egyesült Államokba. December 5-én az első három ember között kapta meg az amerikai hadsereg legmagasabb kitüntetését, a Becsület-érdemérmet.

## Ismét civilként
Whittlesey a háború után folytatta ügyvédi praxisát, 1920-ig a Pruyn & Whittlesey, majd a White & Case irodában dolgozott. Elsősorban pénzügyi joggal foglalkozott.
Háborús múltja miatt igazi hős lett. Számos alkalommal kérték fel tapasztalatairól szóló előadások tartására, de a szerény és érzékeny férfi kényelmetlenül érezte magát a reflektorfényben. Az argonne-i erdőben történtekről csak nagyon keveset beszélt, akkor is általában csak az alatt szolgáló katonák hősiességét és hazafiasságát dicsérte. „Róluk írjon, ne rólam”, mondta egy újságírónak. Közreműködött a veteránokat és rokonait támogató vöröskeresztes akcióban is.
1921-ben tartalékos ezredessé léptették elő, és felkérték arra, hogy legyen koporsóvivő az ismeretlen katona ünnepélyes temetésén, az Arlingtoni Nemzeti Temetőben.

## Halála

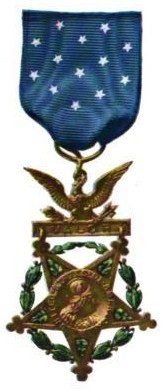
A Becsület-érdemérem

Charles White Whittlesey 1921. november 26-án a United Fruit Co. által üzemeltetett S. S. Toloa nevű gőzhajóval Havannába indult. Sem a barátai, sem a rokonai nem tudtak az útról. A kapitány beszámolója szerint este vele és az utasokkal beszélgetett, majd 23.15 órakor visszavonult. Soha többé nem látta senki. A kapitány később azt írta egy táviratban a The Timesnak, hogy az ezredes jó hangulatban volt aznap este.
Whittlesey valószínűleg öngyilkos lett, a tengerbe vetette magát. Ezt a teóriát támasztja alá minden, amit a halálát megelőző időkről tudni lehet, illetve a maga után hagyott több levél. Barátai közül többen arról számoltak be, hogy Whittlesey depressziós volt, nyomasztotta a háború borzalmaival való folyamatos találkozás. Egy barátjának így panaszkodott: „Nem telik el úgy egyetlen nap sem, hogy ne hallanék valamit régi alakulatomról, általában valami szomorúságról vagy csapásról. Nem bírom már sokáig.”
A kabinjában több levelet találtak, amelyek jogászpartnereinek, testvéreinek, nagybátyjának és barátainak szóltak. A leveleket akkoriban nem hozták nyilvánosságra, de a címzettek azt mondták: nincs bennük szó az öngyilkosság okáról. Később a barátjának, John Bayard Pruynnak címzett levél előkerült a Williams College archívumából. Ebben Whittlesey röviden búcsúzik barátjától, saját magával kapcsolatban csak beilleszkedési problémákról ír.

### Feltételezett okok
Halálának okáról több teória is született. Az öngyilkosságát kiváltó okok között felmerült, hogy érzékeny természete nem tudta feldolgozni a háborús borzalmakat. Ehhez hozzájárult, hogy a hősnek kijáró érdeklődés és vöröskeresztes elfoglaltsága miatt nap mint nap kellett újra felelevenítenie az átélt szörnyűségeket, részt vennie temetéseken, látogatnia a kórházban fekvő veteránokat. Szerény természetéből adódóan nem tudott "ünnepelt hősként" élni, és ezek együtt kergették depresszióba.
Mások úgy gondolták, hogy azért végzett magával, mert bűntudata volt. Ezt azzal magyarázták, hogy rosszul adta meg körbezárt csapata koordinátáit az amerikai tüzérségnek, és ezáltal közvetve ő okozta a számos katonája életét kioltó baráti tüzet, de szóba került az is, hogy az egység kisebb veszteséggel megússza, ha nem utasítja vissza a német felszólítást a megadásra.
Annyi bizonyos, hogy sokat gondolt az argonne-i erdőben átéltekre. A Vöröskeresztnél tartott egyik beszéd után arról beszélt vacsoraszomszédjának, hogy rémálmaiban megjelennek a sikoltozó sebesültek.
Végrendeletét irodájában találták meg. Vagyonát édesanyjára, a német üzenet eredeti példányát helyettesére, George McMurtry századosra, érdemrendjét barátjára, utolsó akarata végrehajtójára, John Bayard Pruynra hagyta. A hajó kapitányának pontos utasításokat hagyott hátra arról, hogy mi történjen a csomagjával.

## Filmen
Az Elveszett század történetét már 1921-ben filmre vitték, ebben megjelent az egység több túlélője, és maga Whittlesey is.
2001-ben Russell Mulcahy forgatott tévéfilmet Az elveszett század címmel a történtekből. Charles White Whittleseyt Rick Schroder alakította.